# Berkswich
Berkswich – wieś w Anglii, w hrabstwie Staffordshire. Leży 4 km na południowy wschód od miasta Stafford i 195 km na północny zachód od Londynu.